# Solandra
Solandra je biljni rod krumpirovki smješten u tribus Solandreae, dio potporodice Solanoideae. Pripada mu 10 vrsta grmova, epifita i lijana rasprostranjenih od Meksika do tropske Južne Amerike.
Rod je opisan u Kongl. Vetenskaps Academiens Nya Handlingar 8: 300–303. 1787.

## Vrste
1. Solandra boliviana Britton
2. Solandra brachycalyx Kuntze
3. Solandra brevicalyx Standl.
4. Solandra grandiflora Sw.
5. Solandra guerrerensis Martínez
6. Solandra guttata D.Don
7. Solandra longiflora Tussac
8. Solandra maxima (Moc. & Sessé ex Dunal) P.S.Green
9. Solandra nizandensis Matuda
10. Solandra paraensis Huber ex Ducke

## Sinonimi
- Solandera Cothen.; Disp. Veg. Meth.: 26 (1790), orth. var.
- Swartsia J.F.Gmel.; Syst. Nat. ed. 13[bis].: 296, 360 (1791), non Schreb.